# 新店機廠

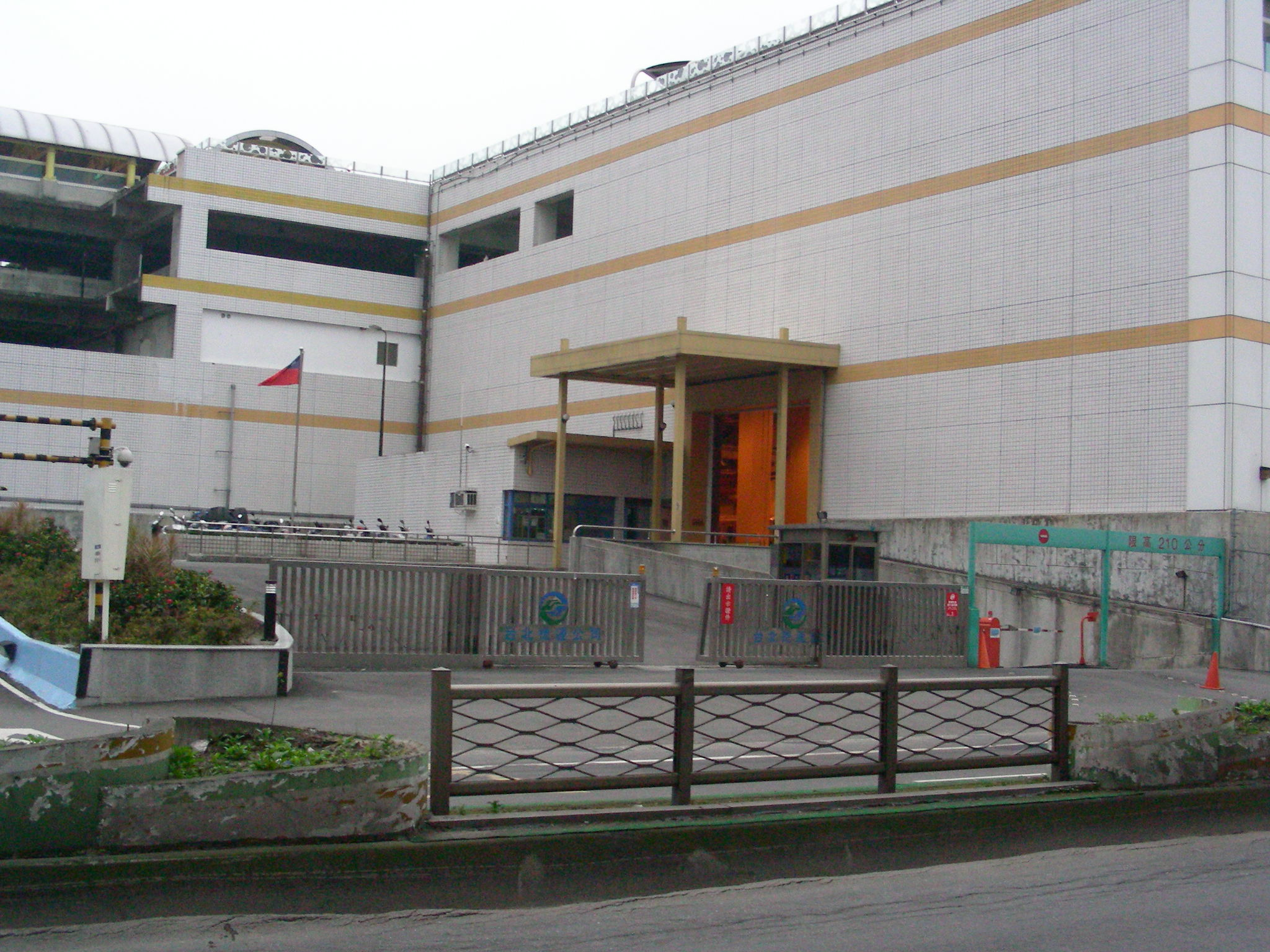
新店機廠正門

新店機廠（英語：Xindian Depot）位於台灣新北市新店區，捷運小碧潭站下方，為台北捷運松山新店線以及小碧潭支線的機廠。目前已加蓋，其上蓋物業為美河市集合住宅與小碧潭京站時尚廣場，是台北捷運松山新店線以及小碧潭支線的唯一機廠，地址是新北市新店區環河路23號。

## 機廠位置與結構

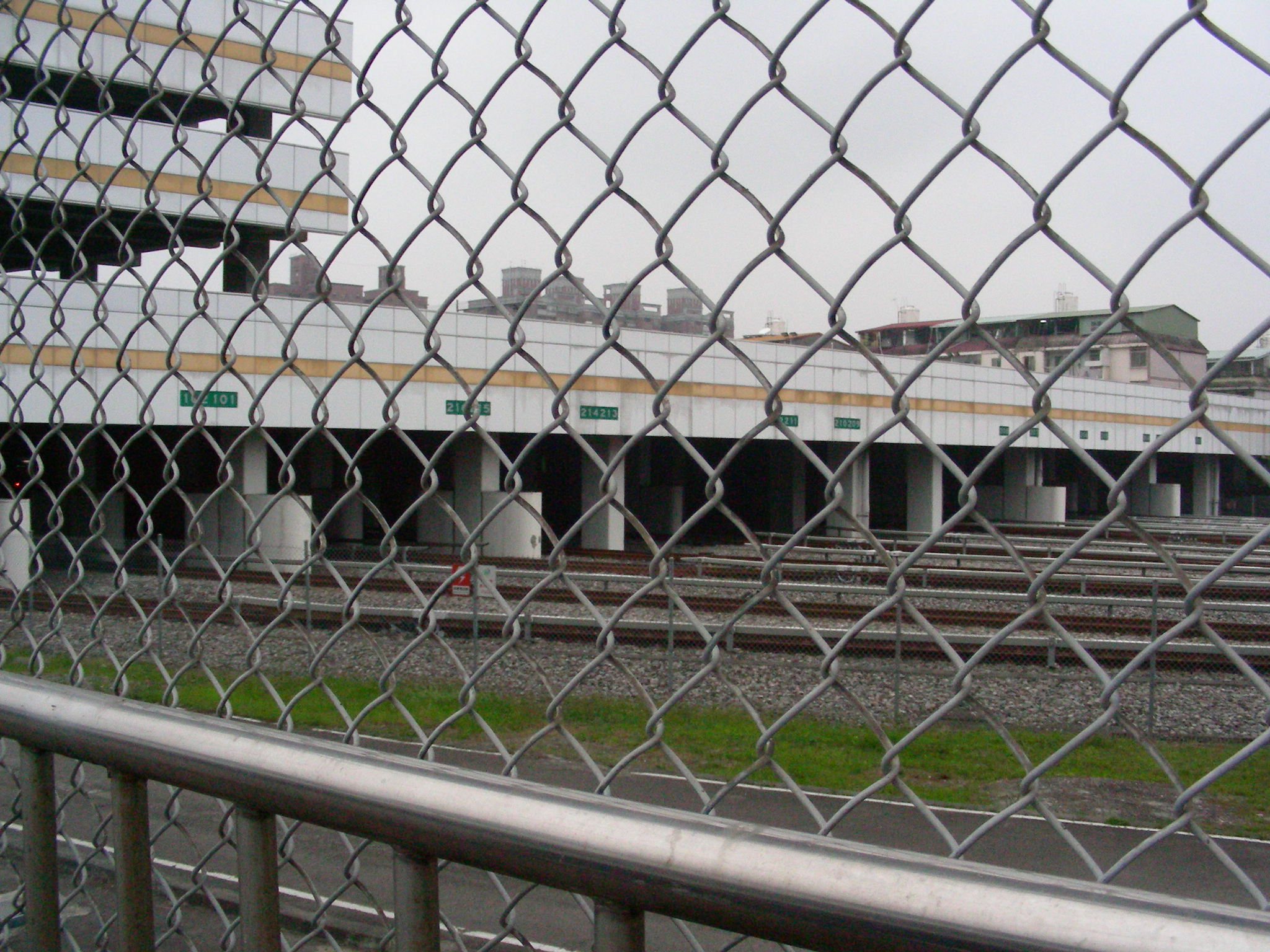
新店機廠軌道

- 地理位置：位於環河路以北，中央路以東，小碧潭站下方
- 廠房規模：三級修護廠
- 面積：約3.5公頃
- 駐車容量：可容納18列[1]

### 配置車輛
- C371型3系：6輛編組x19列共114輛
  - 車組號碼：301/302～337/338
- C381型：6輛編組x8列共48輛
  - 車組號碼：533/534～547/548
- C371型3系（支線專用3車組）：3輛編組x2列共6輛
  - 車組號碼：397、398（ 小潭支線專用車）
    - 共168輛，27+2列（6輛編組x27列+3輛編組x2列）

## 歷史
- 1990年4月13日：臺北縣政府發布實施「變更新店都市計畫（部分住宅區、商業區、農業區、機關用地、公園用地、自來水用地及綠地為捷運系統用地及道路用地）計畫書」。
- 1991年3月9日  ：臺北縣政府公告徵收。
- 1991年8月8日  ：台北捷運局提報行政院第12次公共建設督導會報「台北都會區捷運建設檢討報告」捷運工程用地徵收與聯合開發用地協議併行推動作業。
- 1992年4月13日 ：捷運新店機廠開工。
- 1999年3月25日 ：臺北縣政府公告發布實施新店機廠聯合開發用地細部計畫書。
- 1999年4月8日  ：台北市公告「台北都會區大眾捷運系統新店線新店機廠用地聯合開發計畫書」。
- 1999年11月11日：隨著捷運新店線「古亭－新店」段正式通車而投入調度。
- 1999年11月30日：捷運新店機廠竣工。
- 2000年8月7日  ：驗收完成。
- 2001年4月20日 ：機廠南側新建小碧潭車站動工。
- 2004年9月29日 ：小碧潭支線完工通車。
- 2008年12月10日－2009年6月9日：小碧潭站於每日上午9點至下午4點配合新店機廠聯開計劃－美河市的人工地盤建設暫時停止營運。
- 2009年3月16日：配合興建美河市29層雙子星住商大樓，機廠中央路側出口於2011年3月10日暫時封閉並於2012年7月13日重新開放。原汽車停車場引道及機車停車場拆除。
- 2009年6月10日：小碧潭站恢復正常營運。

## 外部連結
1. ↑  . 台北市捷運工程局.   [2021-10-15]. （原始内容存档于2021-10-27） （中文）.